# 施伯史泰德
施伯史泰德（Schibsted ASA）是总部位于挪威奥斯陆的一家国际媒体集团，在奧斯陸證券交易所上市。

## 历史
公司由克里斯蒂安·施伯史泰德（Christian Schibsted）建立于1839年，陆续收购《挪威晚邮报》等报纸，使其成为挪威报纸业的龙头公司。1992年，公司在奥斯陆证券交易所上市。2019年，它将其大部分在线市场业务领域分拆成新公司Adevinta。